# لئون دهم
پاپ لئون دهم (به انگلیسی: Leo X) ‏ (۱۱ دسامبر ۱۴۷۵ – ۱ دسامبر ۱۵۲۱) با نام کامل جووانی دی لورنتسو د مدیچی یکی از پاپ‌های کلیسای کاتولیک رم بود که در فلورانس به دنیا آمد و از ۱۵۱۳ تا ۱۵۲۱ میلادی پاپ بود. او پاپی بسیار حریص و سیاستمدار بود و پول فراوانی خرج بازسازی کلیسای سن پیترو کرد و در دوران او بود که مارتین لوتر مذهب پروتستان را به وجود آورد و این پاپ در اوایل کار مارتین لوتر را جدی نگرفت اما بعداً به وسعت ماجرا آگاه شد و از در مخالفت و ستیزی شدید درآمد اما دیگر کار از کار گذشته بود.این پاپ در صدد اعلان جنگ صلیبی دیگری بود اما اختلاف‌های میان امپراطوران اروپایی و در نهایت ایجاد مذهب پروتستان مانع این جنگ صلیبی شد.وی دومین پسر لورنتسو دِ مدیچی بود و به میکل آنژ سفارش معماری بازیلیکای سن لورنتزو را کرد.

## نگارخانه

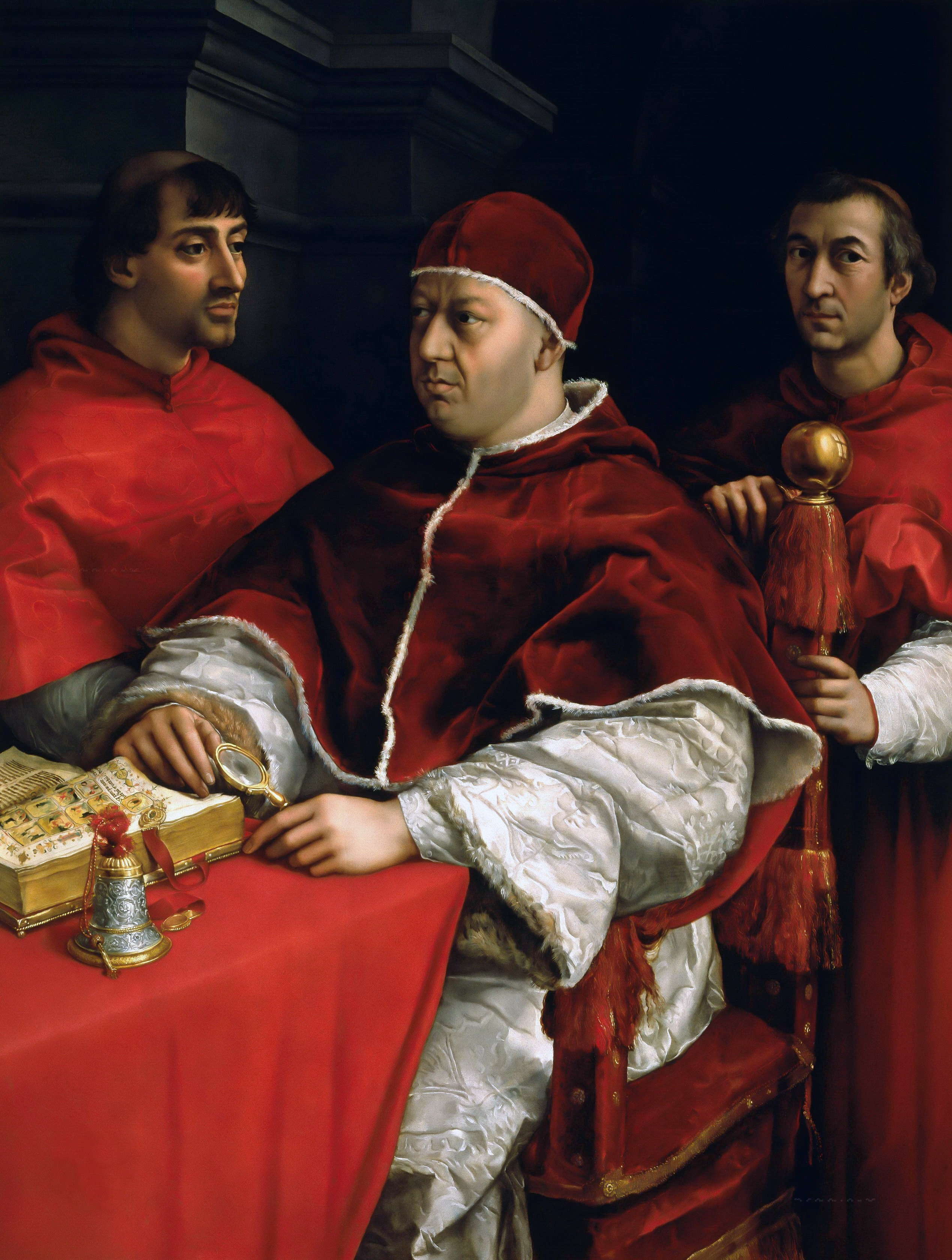
پرتره پاپ لئو X با دو کاردینال، رافائل، 1518، اوفیتزی